# Kleve (Dithmarschen)
Kleve ist eine Gemeinde im Norden des Kreises Dithmarschen in Schleswig-Holstein.

## Geografie

### Geografische Lage
Das Gemeindegebiet von Kleve erstreckt sich zu beiden Seiten des Übergangs der Naturräume Heide-Itzehoer Geest und Eider-Treene-Niederung auf dem südlichen und westlichen Ufer der Eider im Bereich der Flusskilometer 75 bis 80. Im Gemeindegebiet mündet bei etwa Flusskilometer 76 von orographisch links die Broklandsau in die Eider. Der höchste Punkt Kleves ist der Mühlenberg mit 15 m ü. NN, der tiefste Punkt liegt in der Eidermarsch bei Lütjenmoor mit −0,6 m NN.

### Gemeindegliederung
Im Gemeindegebiet bestehen, neben dem namenstiftenden Dorf, als weitere siedlungsgeografisch benannte Wohnplätze die Häusergruppen Hehm, Kleverweg, Manneker und Nordfeld, außerdem die Streusiedlung Westermoor.

### Nachbargemeinden
Nachbargemeinden sind im Uhrzeigersinn im Norden beginnend die Gemeinden Drage (im Kreis Nordfriesland) sowie Hennstedt, Fedderingen, Schlichting und Sankt Annen (alle im Kreis Dithmarschen).

## Geschichte
Archäologische Funde aus der Steinzeit, wie Flintmesserklingen, Steinbeile, Spinnwirtel, irdene Gefäßscherben beweisen eine bedeutend frühe Besiedelung der Region.
Der Ort Kleve wurde 1447 das erste Mal urkundlich erwähnt. Der Ortsname leitet sich vom Toponym Kliff ab und geht auf den markanten Geländeübergang im Gemeindegebiet zwischen dem Endmoränenbereich der Hohen Geest und dem Niederungsgebiet des nördlichen/westlichen Gemeindebereichs an der Eider zurück, der im topographischen Höhenunterschied von gut zehn Metern am Nordwestrand der Dorflage erkennbar ist.
Am 1. April 1934 wurde die Kirchspielslandgemeinde Hennstedt aufgelöst. Alle ihre Dorfschaften, Dorfgemeinden und Bauerschaften wurden zu selbständigen Gemeinden bzw. Landgemeinden, so auch Kleve.

## Politik

### Gemeindevertretung
Bei der Kommunalwahl am 14. Mai 2023 wurden insgesamt neun Sitze vergeben. Diese fielen erneut alle an die Wählergemeinschaft Kleve. Die Wahlbeteiligung betrug 65,2 %.

### Wappen
Blasonierung: „Von Rot und Silber durch abgerundete linke Schrägstufe geteilt. Oben ein steigendes silbernes Pferd, unten zwei blaue Wellenbalken.“
Die Teilung des Wappens soll die Namensdeutung Kleves versinnbildlichen und sie beschreibt zugleich die markante topographische Situation des Dorfes am Nordrand der Dithmarscher Geest im Übergang zur Eiderniederung, dem Naturraum der Eiderstedter und Untereider Marsch. Das steigende Pferd soll die Bedeutung der Pferdezucht und des Pferdesports für Kleve symbolisieren. Durch das Gemeindegebiet führt ein dichtes Reit- und Fahrwegenetz. Die beiden Wellenfäden im Schildfuß beziehen sich auf die Eider als nördlicher Grenzfluss und die Broklandsau, welche die Landschaft um Kleve prägen. Die Farben Blau, Weiß und Rot beziehen sich auf die Landesfarben sowie Weiß und Rot zugleich auf die Farben des Kreises Dithmarschen.

## Personen
- Anna Bump (1644–unbekannt), webte 1667 zum 150-jährigen Reformationsjubiläum einen Teppich für die Hennstedter St.-Secundus-Kirche. Heute befindet sich der Teppich im Museum Europäischer Kulturen in Berlin.[7]
- Johann Frahm (1901–1946), SS-Unterscharführer im KZ Neuengamme und stellvertretender Lagerführer im Neuengammer Außenlager am Bullenhuser Damm

## Bilder

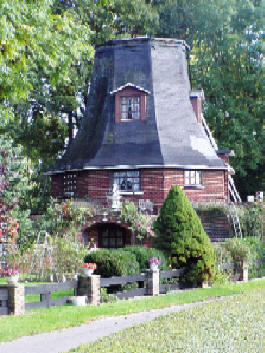
Reimersche Mühle in Kleve
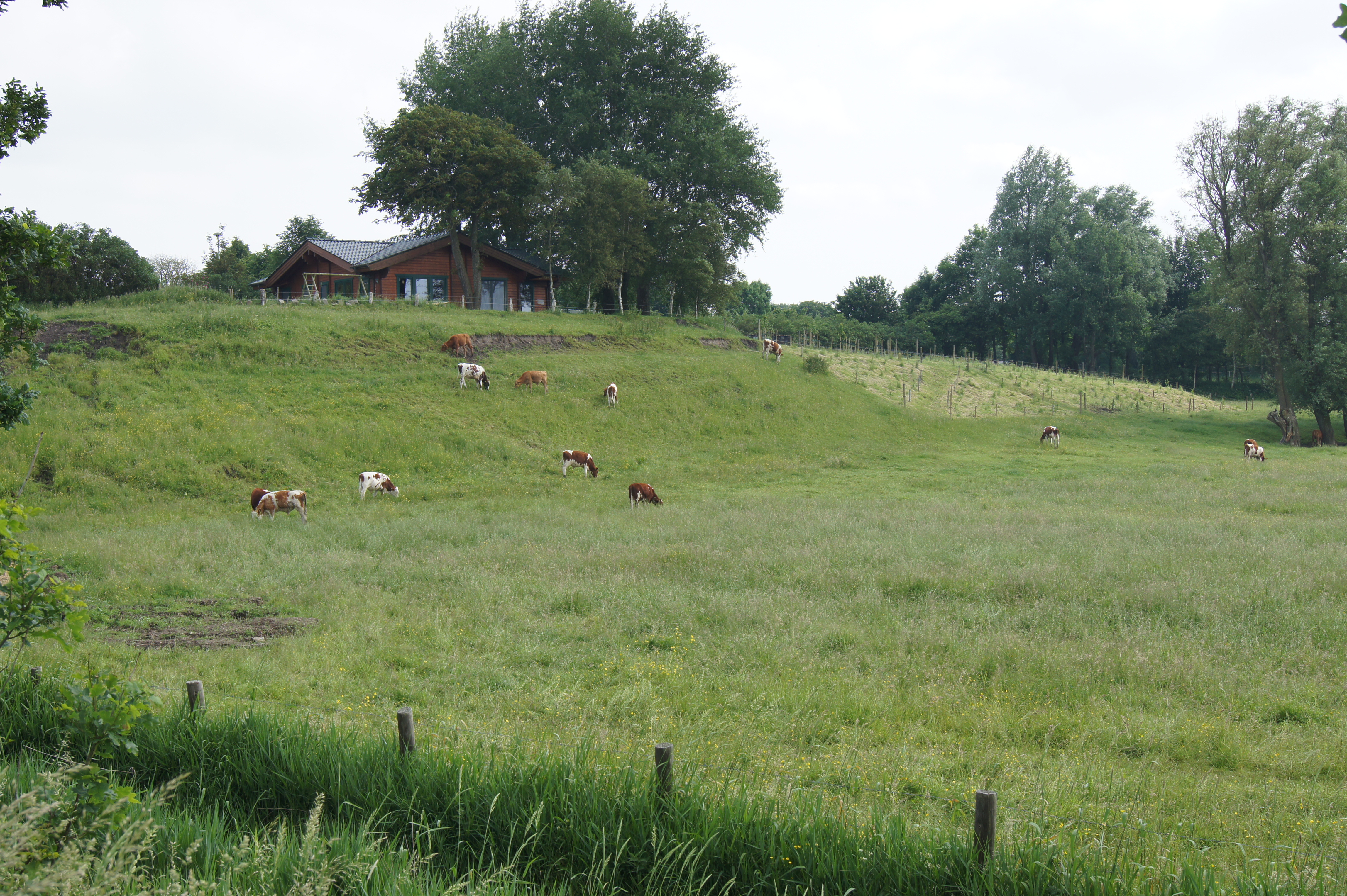
Der Hang zwischen Geest und Marsch